# Macrocentrum rubescens
Macrocentrum rubescens är en tvåhjärtbladig växtart som beskrevs av Henry Allan Gleason. Macrocentrum rubescens ingår i släktet Macrocentrum och familjen Melastomataceae. Inga underarter finns listade i Catalogue of Life.